# Euhesma atra
Euhesma atra är en biart som först beskrevs av Exley 1998.  Euhesma atra ingår i släktet Euhesma och familjen korttungebin. Inga underarter finns listade i Catalogue of Life.